# ライアン・ネメス
ライアン・ネメス（Ryan Phillip Nemeth、1984年11月4日 - ）は、アメリカ合衆国の男性プロレスラー。オハイオ州クリーブランド出身。AEW所属。
兄は元WWEのドルフ・ジグラーことニック・ネメス。

## 来歴

### OVW
2010年、ケンタッキー州を拠点とするOVW（Ohio Valley Wrestling）に入団。OVWが運営するOVWレスリングスクールにてプロレスの基礎を学ぶ。10月9日、OVW Saturday Night Specialにて本名名義でプロレスラーデビューを果たす。クリフ・コンプトンと対戦するが敗戦した。
2011年1月8日、OVW Rage in the Cageにてクリストファー・シルビオと組んでOVW南部タッグ王座を保持するエリート（テッド・マクナラー & アダム・リボルバー）に挑戦。勝利してベルトを奪取。2月5日、OVW Saturday Night Specialにてパートナーをパリダイスへと変更してファイティングスピリット（クリストファー・シルビオ & ラファエル・コンスタンティン）とOVW南部タッグ王座戦を行い勝利。2度目の王座を戴冠。

### WWE

#### FCW
2011年3月、WWEと契約を交わし入団。傘下団体であるFCWにてブライリー・ピアース（Briley Pierce）のリングネームでトレーニングを開始。6月26日、FCW TVにてデビュー。ビッグ・E・ラングストンと対戦。最後にビッグ・エンディングを決められ敗戦。11月、ブラッド・マドックスとタッグチームを結成。12月4日、FCW TVにてFCWフロリダタッグ王座を保持するCJパーカー & ドニー・マーロウに挑戦。最後にパーカーとの丸め合いを制して勝利。ベルトを奪取した。
2012年2月、脚の故障により長期欠場する事になり、王座を返還。5月18日、FCWハウスショーにてリッチー・スティムボートを相手に復帰。

#### NXT
2012年6月20日、NXTにてインタビュアーとして登場。8月、FCWがNXTと統合された事により新生NXTへと移行。
2013年5月8日、NXTにて初登場。サカモトと対戦するがコナー・オブライエンの乱入により2人とも襲撃に遭いノーコンテストとなった。同月15日、サカモトと組んでコナー・オブライエンにハンディキャップマッチに挑むが一方的にやられ最後に2人まとめてフラップジャックを決められ敗戦。
5月17日、WWEから解雇となった。

### インディー団体
WWE解雇後、2013年6月30日、オハイオ州を拠点とするAIW（Absolute Intense Wrestling）のAbsolution VIIIに本名名義で参戦。サブミッション・スクアッド（エヴァン・ジェリスティコ & ゲーリー・ジェイ）と組んでオールドスクール・エクスプレス（マリオン・フォンテイン & ジョック・サンプソン） & トレイシー・スマザーズ with イザベラ・スマザーズとバンクハウス・ブロウルマッチで対戦。最後にジェイがトレイシーを丸め込むと3カウントを奪い勝利。8月30日、AIW Gleaming The Cubeにてリングネームをブライリー（Briley）として、ゲーリー・ジェイと組んでトレイシー・スマザーズ & イザベラ・スマザーズと対戦。最後にジェイがトレイシーよりクルシフィックスで3カウントを取られ敗戦。
2015年3月、WWEで同門であったジューダス・デブリンがカリフォルニア州を拠点とするVPW（Vendetta Pro Wrestling）のポッドキャストであるVendetta Pro Radio 2K15 showに出演した際、NXTのヘッドトレーナーを務めるビル・デモットが行ってきた卑劣な行為を告発。このデブリンの主張に同調し、自身は脚を故障していた期間にデモットより体罰を受けた事を告白。レスラー達の訴えによりデモットは同月6日に辞任という形でWWEを退職することになった。
2016年6月23日、猫であるバニー・ザ・キャットからDDTのアイアンマンヘビーメタル級王座を奪取。7月16日、カリフォルニア州を拠点とするMPW（Millenium Pro Wrestling）のAll-Star Eventにホット・ヤング・ブライリー（Hot Young Briley）のリングネームで参戦。ブロンソン & ジューダス・ドレイブンと組んでダミアン・サンドウ & ジョニー・ムンド & セス・スカイファイアと対戦。終盤にレフェリーに妨害して無法地帯と化す中で女性レスラーのタヤ・ヴァルキリーの介入を受けて攻勢を逆転され、最後は3人まとめてフォールされると3カウントを取られ敗戦した。10月15日、MPW All Star Spectacular IIにてダニー・デバイン & セス・スカイファイアと組んでジャスト・ジューダス & ブロンソン & ブラッド・マドックスとスティールケージマッチで対戦。終盤にデバインがリング内で孤立するとマドックスとジューダスに痛めつけられ、ジューダスから背後より羽交い絞めにされ、マドックスがスーパーキックを放つも避けてジューダスに誤爆。最後にデバインがマドックスにデバイン・インターベンションを決めて勝利した。

## 得意技
ジャンピング・ネックブリーカー
ペディグリー
ダブルアーム・スープレックスの状態からジャンプして膝で着地し、自分の股に挟んで固定している相手をマットに叩きつけるダブルアーム式のフェイスバスター。
ロッカー・ドロッパー
レッグドロップ・ブルドッグ
旧名、ホット・N・ボザード
アンクル・ロック

## 獲得タイトル
FCW
- FCWフロリダタッグ王座 : 1回

w / ブラッド・マドックス
OVW
- OVW南部タッグ王座 : 2回

w / クリストファー・シルビオ : 1回
w / パリダイス : 1回
DDT
- アイアンマンヘビーメタル級王座 : 1回